# Punto Aries

Equinoccio vernal o primer punto de Aries.

En astronomía se denomina punto Aries o punto vernal al punto de la eclíptica a partir del cual el Sol pasa del hemisferio celeste sur al hemisferio celeste norte, lo que ocurre en el equinoccio de marzo (iniciándose la primavera en el hemisferio norte y el otoño en el hemisferio sur). Los planos del ecuador celeste y la eclíptica (el plano formado por la órbita de la Tierra alrededor del Sol o el movimiento aparente del Sol a lo largo de un año) se cortan en una recta, que tiene en un extremo el punto Aries y en el extremo diametralmente opuesto el punto Libra.

## Descripción
El punto Aries es el origen de la ascensión recta, y en dicho punto tanto la ascensión como la declinación son nulas. Debido a la precesión de los equinoccios este punto retrocede 50,290966” al año. Cuando fue calculado, hace más de 2000 años, la posición del Sol estaba en la constelación de Aries, y en 2024 el punto vernal se encuentra en la constelación de Piscis
En el fondo, se trata del punto equinoccial vernal y está situado hacia Piscis a una distancia angular de 8 grados de la frontera con la constelación de Acuario, por lo que su nombre actualizado es punto Piscis, nombre astronómico. El punto equinoccial estuvo al final de la constelación de Aries hace 20 siglos y 50 años, por lo que tal nombre es tradicional y obsoleto. Incluso también la fecha astrológica actual que cae en el equinoccio vernal es el día 28 del mes/casa de Piscis (20 de marzo del calendario civil/eclesiástico), último día del mes/casa de Piscis, con lo que el día siguiente al equinoccio es 1 de Aries (21 de marzo), aunque el punto equinoccial está hacia la constelación de Piscis.

## Precesión del punto equinoccial vernal
El punto equinoccial vernal da una vuelta completa en su respectiva eclíptica cada 25 776 años aproximadamente, por lo que avanza un grado de arco cada 71,6 años. La constelación que se halla detrás del punto equinoccial vernal se desplaza figuradamente al observarla bajo nuestro punto de vista, moviéndose a una velocidad también de aproximadamente 1 grado cada 71,6 años. Antiguamente era la constelación de Aries la que se hallaba detrás del punto equinoccial vernal, pero actualmente es la constelación de Piscis la que se encuentra en ese lugar.